# Hypericum kawaranum
Hypericum kawaranum är en johannesörtsväxtart som beskrevs av N.Robson. Hypericum kawaranum ingår i släktet johannesörter, och familjen johannesörtsväxter. Inga underarter finns listade i Catalogue of Life.